# Steiner József (teológus)
Steiner József (Szentendre, 1970. április 26.) magyar missziológus, teológiai professzor, lelkész, humanitárius segély szakember, mérnök. Felesége Steinerné Herman Csilla, két gyermekük van. A TCMI Nemzetközi Intézet professzora (missziológia és tanítványképzés), globális tanítványképzési igazgatója, és nemzetközi tanácsadó testületének állandó tagja. A Magyarországi Baptista Egyház lelkipásztora, hitéleti tanácsadója, az egyház bibliaiskolájának tanára.

## Életpályája
Steiner József villamos üzemmérnökként kezdte pályáját Budapesten 1991-ben a Kandó Kálmán Műszaki Főiskola diplomája megszerzése után. Elektromos erőátviteli hálózatokon és közvilágítás korszerűsítésen dolgozott.
Katonai szolgálatát a Bólyai János Katonai Műszaki Főiskolán töltötte, ahol híradó szakmérnöki oklevelet szerzett.
1993-tól teológiai tanulmányokba kezdett a Baptista Teológiai Akadémián. Ifjúsági lelkészi illetve beosztotti lelkészi szolgálatba állt Budapesten, az Isten Egyháza felekezet keretei között. Közben a Verebély László Középiskola technikusképzőjében tanított műszaki tantárgyakat. Korábban ebben az intézményben érettségizett (az iskola akkori neve Villamosenergiaipari Szakközépiskola volt).
1997-ben jeles minősítéssel kapta meg teológiai diplomáját. A Keresztyén Vezetők és Üzletemberek Társaságának (KEVE) ügyvezető igazgatójaként az ország számos pontján evangelizációs, tanítványsági és keresztyén alapú szakmai csoportokat hozott létre Dr. Tomka Jánossal, majd később Dr. Illéssy Jánossal, a KEVE társadalmi munkában dolgozó kuratóriumi elnökeivel.

### Korai szolgálati évek az Egyesült Államokban
A teológiai alapképzettség megszerzése után családjával az USA-ba költözött, elfogadva a Church of God felekezet meghívását.
1997 augusztusától az Egyesült Államokbeli First Church of God (Saint Joseph, Michigan Állam) több ezer fős, angol nyelvű gyülekezetében szolgált beosztott lelkipásztorként Rev. Robert Moss vezető lelkipásztor vezetése alatt. Moss tiszteletessel még korábban személyes mentori kapcsolatra léptek, amely 1992-től mind a mai napig tart. Steiner József ennek a kapcsolatnak tulajdonítja lelkészi identitása irányának kialakulását.

### Gyülekezetalapítói és lelkipásztori szolgálata

#### Budapesti és budakalászi szolgálati évei
Visszatérve az Egyesült Államokból folytatta a KEVE Társaságban végzett szolgálatát mint országos ügyvezető igazgató. Közben az európai keresztyén üzletember szövetség, a Europartners nemzetközi vezetőségi tagjának is meghívták, ahol ezen minőségben 3 éven keresztül tevékenykedett a Zürich-i központú ernyőszervezetben.
1999-ben megalapította a Budakalászi Evangéliumi Közösséget, amelyet éveken keresztül vezetett. Már ekkoriban nagy hangsúlyt fektetett a Biblia-centrikus, ugyanakkor kortárs megközelítésű gyülekezetépítésre.

#### Debreceni és békéscsabai szolgálati évei
2002-ben családjával Debrecenbe költözött, és felépítette a Híd Keresztyén Kulturális Központ szolgálatát. A felekezet közötti keresztyén szolgálatként működő központ küldetésének tartotta az evangelizáció és a tanítványképzés környezetének megteremtését. 2008-ban alapító lelkészként elindította második gyülekezetplántálását, a debreceni Trinity Baptista Gyülekezetet, amelyet 2014-ig vezetett. Gyülekezete számos felnőtt, hitvalló keresztséget szolgáltatott, így a Trinity öt év alatt egy 110 aktív, főként fiatal házas városi értelmiségeikből álló hitvalló tagra növekedett, akik mellett számos gyermek, fiatal, és egyre több, más korosztályba tartozó személy is kiegészített. Közben gyakorlati teológiai mesterfokú diplomát szerzett angol nyelven a TCM Nemzetközi Teológiai Intézetben, 2010-ben. A TCM vezetőségének felkérésére először a szervezet nemzeti igazgató-helyettese, majd országos igazgatója lett. 2010-től kezdett gyakorlati teológiai tárgyakat tanítani angol és magyar nyelven.
A debreceni lelkészi szolgálatával párhuzamosan vezette a békéscsabai Újforrás Baptista Gyülekezetet is, amelynek alapításakor is jelentős segítséget nyújtott, majd az elöljáróság kérésére a gyülekezet újra strukturálta (újraplántálta).

#### Budapest környéki gyülekezetekben töltött szolgálati évei
2014-ben családjával visszaköltözött származási területére, a főváros északi vonzásterületére, Leányfalura majd Tahitótfaluba. A Tahitótfalui Baptista Gyülekezet vezető lelkipásztoraként annak revitalizációs programja keretében azon munkálkodott, hogy az 1886-ban létrejött, egyik legrégebbi magyarországi baptista gyülekezet ma is kortárs, misszionáló gyülekezetként működhessen. Mint több más, korábbi szolgálati beosztásában, itt is fontos volt számára az utódnevelés. Személyes tanítványának, lelkészgyakornokának, majd beosztott lelkészének, Váradi Antalnak adta át a szolgálati megbízatását 2020 nyár elején, így maga az általa korábban megalapított Nagyhalászi Tanítvány Baptista Gyülekezetet vezette tovább, és ottani lelkészgyakornokának, Egri-Nyári Barnabásnak lelki és szakmai fejlesztésére figyelt. illetve a Fóti Baptista Gyülekezet ügyvezető lelkipásztori szolgálatába állt be. 
A Tahitótfaluban kifejtett munkásságát a település polgármestere, Dr. Sajtos Sándor bronzplakettel ismerte el a „kiemelkedő lelkipásztori szolgálat és a településsel való példaértékű együttműködés” okán. 
A Fóti Baptista Gyülekezetben ügyvezető lelkipásztorként szolgált 2021-2022-ben, átvezetve a gyülekezetet a lelkipásztor-váltás időszakán, a vezetőséget és a tagságot a kortárs társadalomhoz kapcsolódó, arra érzékeny missziói irányába terelve.
2022-2023-ban az Esztergomi Baptista Gyülekezet lelkészi szolgálatát végezte egyre növekedő globális missziói megbizatásainak ellátása mellett.

### Országos missziói szolgálata
2014 szeptemberétől 2022 áprilisáig a Baptista Szeretetszolgálat és a Magyarországi Baptista Egyház Oktatási Központja missziói lelkész-igazgatója, 2021 januárjától országos hitéleti igazgatója, a baptista iskolalelkészi hálózat vezetője. Mivel Magyarországi Baptista Egyház nevelési-oktatási és szociális tevékenységének jelentős százaléka a Baptista Szeretetszolgálat keretében történik, a komplex intézményrendszer vezetőinek, dolgozóinak és tanulóinak ill. ellátottjainak hitéletét gondozta és vezette a jelzett időszakban. 2022 márciusától a Magyarországi Baptista Egyház számos fenntartója által működtetett szociális intézményrendszerében megvalósuló szakmai, etikai és személyiségfejlesztő képzési programjainak vezetője, a Baptista Szociális Módszertani Központ munkatársa.
2015-től 2020-ig a Tahitótfalui Baptista Gyülekezet vezető lelkipásztoraként szolgált. Munkásságát a gyülekezet megújulása és megerősödése kísérte. Számos hitvalló keresztség, kortárs gyülekezetépítő és missziói rendezvények (mint pl. a "Teológia és tea", "Egy nap az Igében", stb.) és a gyülekezet, a település életébe való aktív bekapcsolódása indikátorai ennek.
A Baptista Egyházhoz és kiemelten a Baptista Szeretetszolgálathoz kapcsolódó nevelési és oktatási intézmények mellett a szociális intézményekben zajló missziós munkát is vezette 2014-2022 között, 2022-től kiemelt figyelmet fordítva a szociális intézmények vezetői és munkatársai szakmai, etikai és hitéletére. Aktívan részt vesz a romamisszióban. Fontos számára az üldözött keresztyének támogatása, így aktívan látogatja és segíti az ilyen térségekben élő hittestvéreit és gyülekezeteiket. A Duna Televízió üldözött keresztényekről szóló műsorának egyik vendégeként szólt a Közép-Ázsiában, Afrikában és más térségekben folytatott munkájáról.
A Chicago melletti Wheaton College keretében végezte Ph.D. elméleti kutatásait, és a Saddleback Gyülekezetben és annak szövetsége tagegyházaiban a gyakorlati kutatásokat missziológiai érdeklődésű disszertációjához, amelyet a Debreceni Református Hittudományi Egyetemen védett meg 2018 decemberében. Szoros kapcsolat fűzi az amerikai Fairfax Community Church gyülekezethez (Fairfax,Virginia Állam, USA), ahol számos alkalommal tartott beszédet, illetve töltött tanulmányi utakat.
A Purpose Driven Movement (Céltudatos Mozgalom) magyarországi elindítója és vezetője. Az ezzel kapcsolatos képzését a Saddleback Church központjában és a Highland Fellowship Church (Abingdon, Virginia Állam) kapta.
Gyakori előadó olyan eseményeken, ahol a hit és a kortárs kultúra viszonya áll a középpontban. Ebben a témakörben adott elő "Keresztyénség és kortárs kultúra" címen például a Centrál Kávéházban rendezett Országos Imareggelin. Az előadása itt tekinthető meg: Steiner József előadása az Országos Imareggelin: "Keresztyénség és kortárs kultúra". A magyar társadalomban végzett missziói munkájáról kérdezte Prof. Dr. Otniel Bunaciu az Intersectii keretében: Jozsef Steiner, Mission Director of Hungarian Baptist Aid in Intersectii.
A Magyarországi Baptista Egyház Eklézsia Munkacsoportjának alapító tagja. A gyülekezetek revitalizációja érdekében született munkacsoport keretében azért dolgozik munkatársaival együtt az egyház elnökségének irányítása alatt, hogy egészséges, kortárs módon működő közösségek alkothassák az egyházat. Ezek érdekében gyülekezeti tanácsadást végez, illetve gyakori előadója a munkacsoport ún. Vitalitás Konferenciáinak, többek között a változásmenedzsment témakörében, a kiscsoportok szerepéről, stb. Tanácsadói tevékenységet vállal más egyházak gyülekezeti revitalizációs programjaiban.

### Nemzetközi és hazai oktató és tréneri tevékenysége
A TCM Intézettől professzori kinevezést nyert 2020 februárjában a missziológia és a tanítványképzés tárgykörében, miután docensként (Associate Professor), illetve korábban adjunktusként (Adjunct Faculty) oktatott 2010-től. Az intézet állandó professzori karának rendes tagja (Faculty).
Rendszeres tanít számos európai fővárosban, Moszkvában, Bécsben, Budapesten, Minszkben, Rigában, Tbilisziben, Jerevánban, Varsóban, Moldovában (és annak déli, török nyelvű autonóm területén, Gagauziában) stb., illetve az Egyesült Államokban (Indianapolis, IN, Phoenix, AR), Közép-Ázsiában (Kirgizisztán, Kazahsztán, Üzbegisztán) és Afrikában (Nairobi, Kenya és Monrovia, Libéria). Oktatott tantárgyai: Missziológiai alapismeretek, Missziói teológia, Misszionáló gyülekezet, Gyülekezetalapítás/plántálás, Tanítványság, Misszió az Ószövetségben, Misszió az Újszövetségben, Gyülekezeti missziói stratégia, Evangélizáció és tanítványképzés, Vezetőképzés a szolgálatban, Szolgáló vezetés.
Az észtországi, Tallinnban működő Estonian Free Church Theological Seminary mesterfokú képzése állandó tanári karának tagja. Oktatott tantárgyai: A kortárs missziológia égető kérdései, Jézus szolgálatából levezethető tanítványnevelés.
Az Albánia, Tiranában működő nemzetközi oktatási intézmény, az International School of Theology and Leadership tanára. Alap és mesterfokon oktatott tantárgya: Tanítványképzés.
Az Üdvhadsereg Szabadegyház Magyarország kadétiskolájában 2003 óta oktatja a kadétokat és az Üdvhadsereg tisztjeit a „cél és időmenedzsment” témakörében.
Tanít a Magyarországi Baptista Egyház Szünergosz Bibliaiskolájában (Missziológiai alapismeretek, Evangélizáció és tanítványnevelés, Önmagunk vezetése – életvitel, Lelki egészség megőrzése című tantárgyakat), a Word of Life Bibliaiskolában (Missziói stratégia, Szolgáló vezetés című tantárgyakat), a Kovács Pál Baptista Gimnáziumban (Életvitel című tantárgyat). Számos hazai és külföldi egyház helyi gyülekezeteiben tart gyülekezetfejlesztési tréningeket az egészségesen működő, misszionáló egyház érdekében.
Tudományos konferenciák előadója elsősorban az egyház 21. századi helyzetével, küldetésével kapcsolatban, illetve tanítvány- és vezetőképzés témakörében.
Missziológiai felfogásáról és a kortárs missziológia paradigmáról halott nézeteit a Somody Imre által, 2020-ban készült interjújában ismerteti részletesen.
Rendszeresen tart keresztény értékrenden alapuló, szakmai képzéseket és tréningeket is középiskolákban, általános iskolákban pedagógusok számára, illetve cégek munkaközösségének. Kiemelt témája a kiégés-megelőzés, a mentálhigiénia, az idő- és célmenedzsment, tárgyalástechnika, életvezetés.
Szakmai és tudományos publikációi rendszeresen a magyarországi Szolgatárs baptista (teológiai) folyóiratban, és a Kolozsvári Protestáns Teológiai Intézet teológiai tudományos folyóiratában, a Református Szemlében jelennek meg, és regisztrálva vannak a Magyar Tudományos Művek Tárában.
Tudományos doktori disszertációját a Harmat Kiadó a TCM Nemzetközi Intézettel közös kiadásban jelentette meg A missziói elmélettől a gyakorlatig címen, 2024-ben.
Hitéleti és missziói cikkei, közlései az Igeidők Magazinban olvashatóak, illetve a Magyarországi Baptista Egyház honlapján jelennek meg, a keresztyén misszió témakörében készített televíziós műsorsorozata, a Keresztmetszet a PAX Televízió Youtube felületén található, illetve ebben a sorozatban vele is készült interjú 2023-ban. A Duna Televízióban is számos műsorban szerepelt.

### Nemzetközi missziói szolgálata, kultúrák közötti misszió útjai
Kedvelt területe a kultúrák közötti küldetések területe. Számos olyan országban vezetett misszió utakat, ahol a keresztyének kisebbségben élnek, például Indiában, Közép-Ázsiában, a Közel- és Távol-Keleten, arab országokban, Afrikában, stb.
Elhívásának (és életének) rövid összegfoglalása található a Duna TV által 2025-ben készített Találkozás című műsorában.
Különleges megbízottként kapott meghívást az ENSZ (United Nations) globális eseményére az AIFOD Summitra, amely a mesterséges intelligencia használatát kutatja a fejlődő országok javát keresve (például az oktatásban).

### Nemzetközi segélyezési, humanitárius tevékenység és háborús krízis-segélynyújtás
A nemzetközi segélynyújtási ismereteit a Baptista Szeretetszolgálat, A Church of God USA és a Magyarországi Baptista Egyház kereteiben szerezte.
Célcsoportja ezen a területen elsősorban az üldözött keresztények közösségei a Közel-Keleten, Afrikában. Az orosz-ukrán háború során számos alkalommal járt segélyúton Ukrajnában, személyesen lelki és anyagi támogatást nyújtva a kárpátaljai magyaroknak, de Dél- és Közép-Ukrajna nagyvárosaiba és falvaiba, támadás alatt álló területekre is több alkalommal utazott ebből a célból feleségével együtt, aki több évtizede munkatársa a misszióban.
Személyes missziói blogja közszereplői oldalán rendszeresen közli szolgálatainak és előadásainak adatait.

## Képzettsége
- B.Sc., villamos üzemmérnök (Kandó Kálmán Műszaki Főiskola; 1991)
- B.Sc., katonai híradó szakmérnök (Bólyai János Katonai Műszaki Főiskola; 1992)
- B.Th., teológus (Baptista Teológiai Akadémia; 1997)
- M.A., Gyakorlati teológia (TCM Institute; Practical Theology, 2010, Magyarországon honosítva a Debreceni Református Hittudományi Egyetemen 2011-ben)
- Ph.D., teológia (Debreceni Református Hittudományi Egyetem; missziológia, rendszeres teológia, Újszövetség; 2018)
- Certified Organizational Chaplain, (TCM Institute; 2023)

## Szakterületei
- Missziológia, a misszió elméleti és gyakorlati területei.
- Rendszeres teológia, kiváltképpen az ekkléziológia (egyháztan).
- Újszövetség, különös tekintettel a keresztyén egyház kialakulása és terjedése, a hellenista zsidó-keresztyének szolgálata az Újszövetségben. A tudatos pogánymisszió létrejötte.
- Gyülekezet-fejlesztés és tanácsadás.
- Tanítványképzés.
- Gyülekezetplántálás.
- Lelkészképzés.
- Szakmai és életvezetési előadások bibliai alapvetéssel, mint pl. időmenedzsment, kiégésmegelőzés, életminőség-fejlesztés.
- Nemzetközi humanitárius segélyezés, háborús krízis segélynyújtás.
- Keresztény kápláni szolgálatok (lelkészi szolgálat egyházon kívüli környezetben, úgy mint üzleti vállalkozásokban, iskolákban, szociális intézményekben, egyesületekben, stb.

## Academic CV (English)
Jozsef Steiner, Ph.D. academic